# Kloster Obra

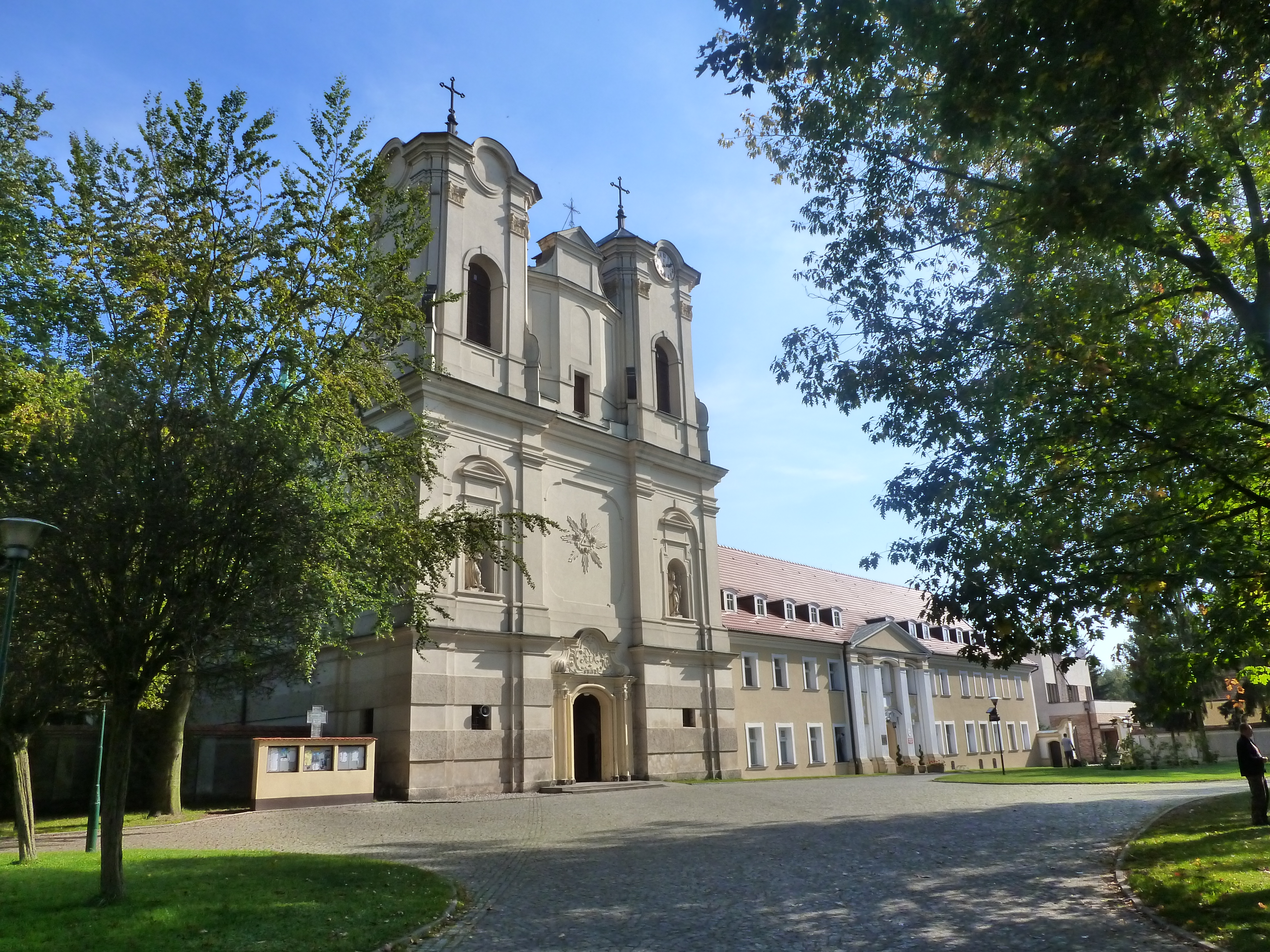
Klosterkirche in Obra

Das Kloster Obra ist eine ehemalige Zisterzienserabtei in der polnischen Woiwodschaft Großpolen.

## Geographische Lage
Die Klosteranlage befindet sich in der am Fluss Obra liegenden Ortschaft Obra der Gemeinde Wolsztyn (Wollstein).

## Geschichte

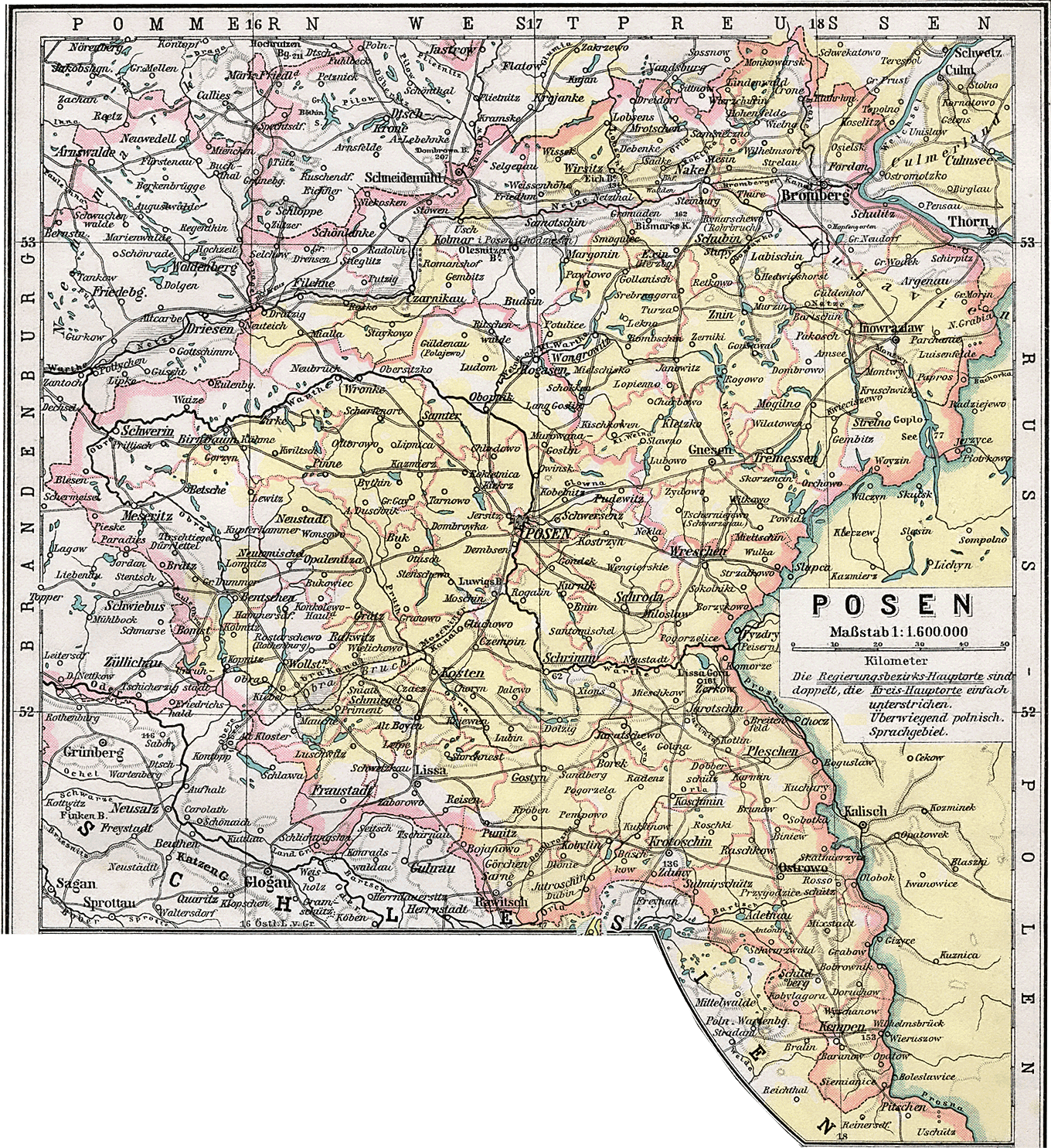
Ortschaft Obra am Fluss Obra südwestlich der Stadt Posen und südwestlich der Stadt Wollstein auf einer Landkarte der Provinz Posen von 1905 (gelb markierte Flächen kennzeichnen Gebiete mit seinerzeit mehrheitlich polnischsprachiger Bevölkerung).

Kloster Obra wurde als Filiale des Klosters Łekno (später Kloster Wągrowiec (Wongrowitz)) aus der Filiation von Altenberg im Bergischen Land, die sich wiederum von der Primarabtei Morimond ableitet, im Jahr 1237 vom Kantor Sandivius (Sendziwoj) der Gnesener Domkirche aus dem Jelenczyk-Geschlecht gestiftet. Das Kloster war eines der drei sog. „kölnischen Kloster“ (s. Kloster Wągrowiec (Wongrowitz), Kloster Ląd (Lond)). Die Konventualen kamen bis 1553 aus dem Rheinland. Im 17. Jahrhundert war der Abt Generalvikar des Ordens für Polen und Preußen. 1835 wurde das Kloster aufgelöst. Die Kirche wurde zur Pfarrkirche.
1926, nach Wiedererlangung der staatlichen Selbstständigkeit Polens, übergab Kardinal Edmund Dalbor den Klosterkomplex der Ordensgemeinschaft Oblaten der Makellosen Jungfrau Maria. Das Kloster diente fortan als Ausbildungsstätte für Priester der Ordensgemeinschaft. Im Zweiten Weltkrieg vertrieben deutsche Soldaten die Ordensmänner und besetzten das Kloster. Es wurde eine Polizeischule etabliert. Ab 1941 bis zum Kriegsende wurde das Klostergelände als Krankenhaus für TBC-Kranke genutzt, von denen viele starben. Im Frühjahr 1945 kehrten die Oblaten zurück. Die Priesterausbildung konzentriert sich auf den späteren Einsatz als Missionare. Heute werden mehr afrikanische als polnische Seminaristen ausgebildet. Im Kloster gibt es ein umfangreiches Museum mit Volks- und religiöser Kunst aus den Missionsgebieten Afrika und Madagaskar. In den vergangenen Jahrzehnten wurde denkmalgerecht viel gebaut und saniert. U.a. entstand eine umfangreiche Bibliothek. Im Garten des Klosters befindet sich ein Denkmal für Eugen von Mazenod, den Gründer des Oblatenordens. Im Kloster wird an den seligen Oblatenpater Józef Cebula erinnert, der im KZ Mauthausen ermordet wurde. Im Kloster befindet sich eine Ausstellung zur Geschichte des Klosters, der die Informationen zu diesem Abschnitt entnommen wurden. 

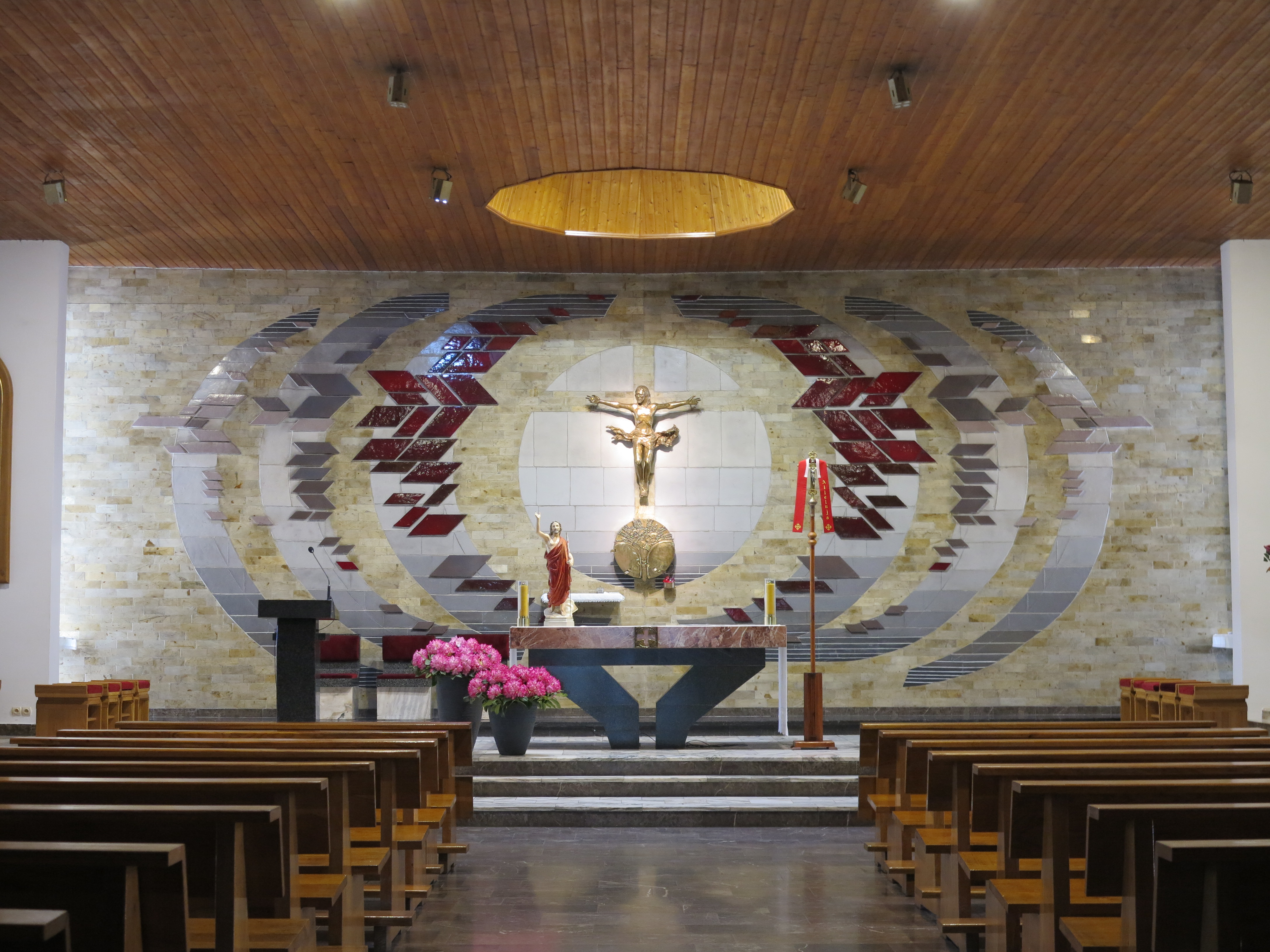
Kapelle des Priesterseminars, Foto April 2025

## Bauten und Anlage

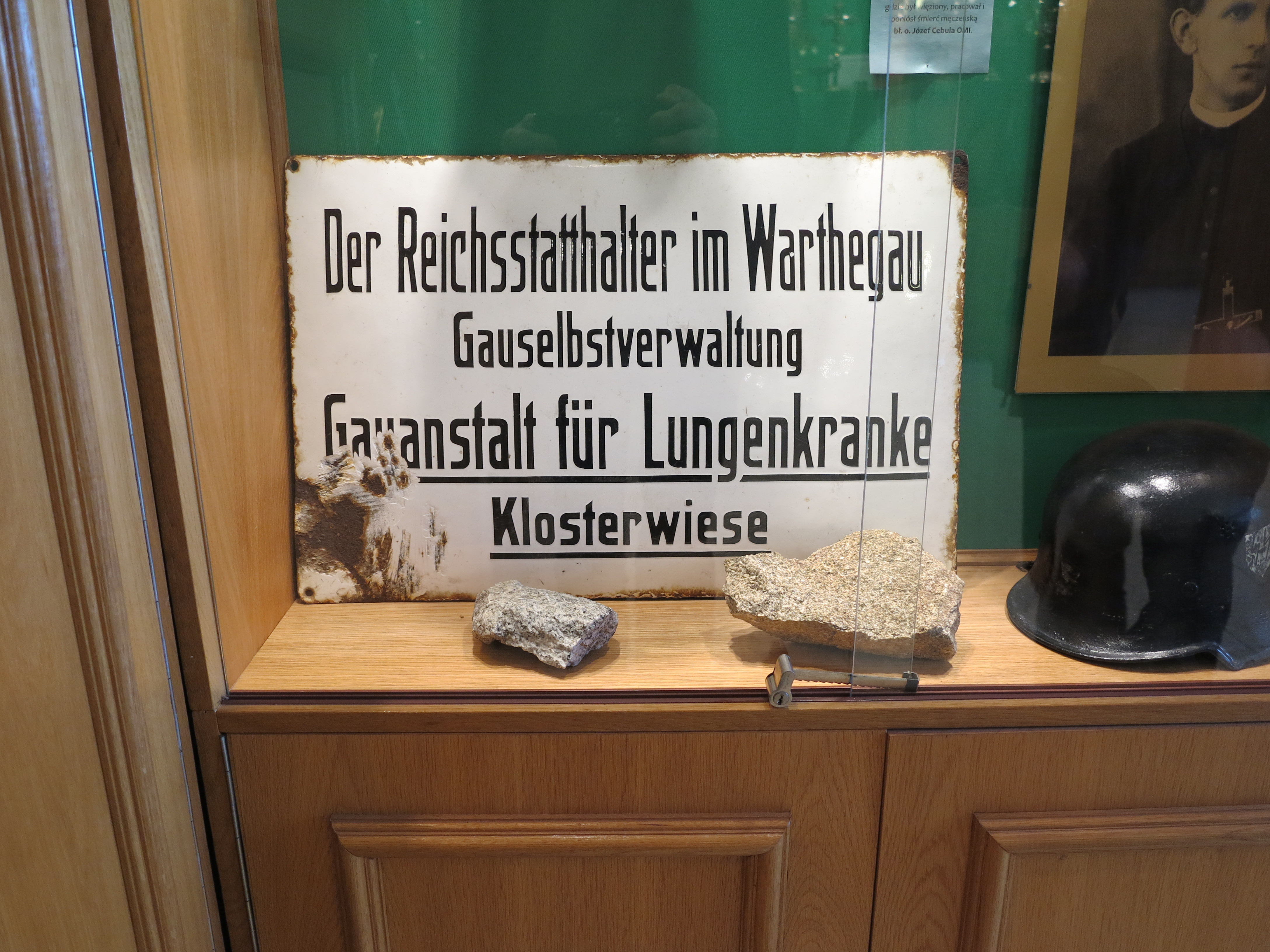
Gauanstalt für Lungenkranke, Foto April 2025

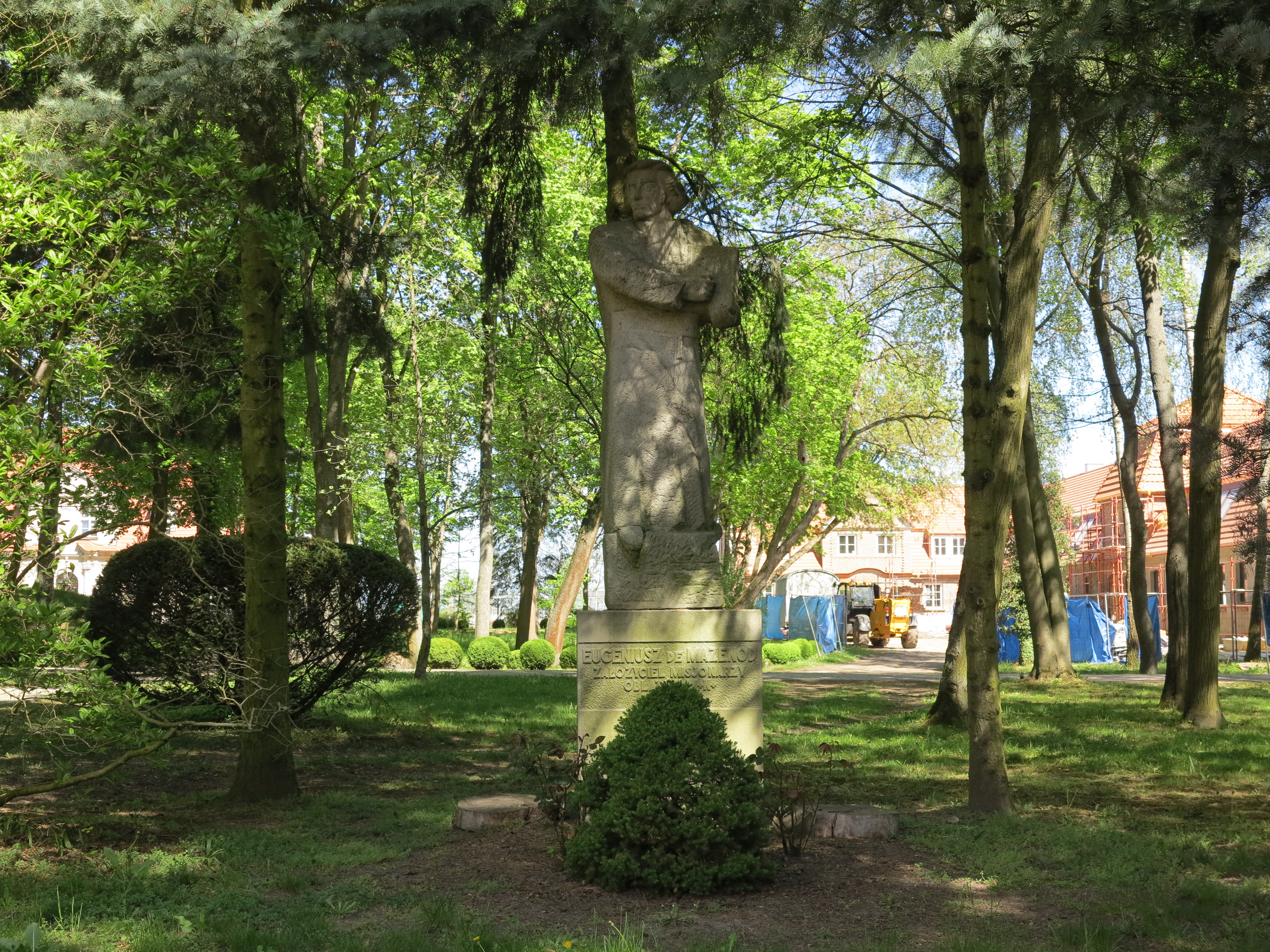
Denkmal für den Ordensgründer, Foto April 2025

Die ersten näheren Angaben zur Bausubstanz enthält der Visitationsbericht aus dem Jahr 1580. Kurz vor 1600 wurde an das gemauerte Presbyterium der Kirche ein Langhaus aus Backstein angebaut. Die neue Kirche wurde 1596 geweiht. Ein neues Klostergebäude aus Backstein wurde 1618 bis 1633 errichtet. Es liegt rechts von der Kirche. In der zweiten Hälfte des 17. Jahrhunderts wurde das Kloster großenteils zerstört. Die Kirche wurde im 18. Jahrhundert nach dem Projekt von Giovanni Catenazzi wiederaufgebaut. Sie ist ein einschiffiger gewölbter Rokokobau und wurde 1787 wieder geweiht.